# Blahowischtschenka (Wassyliwka)
Blahowischtschenka (ukrainisch Благовіщенка; russisch Благовещенка Blagoweschtschenka) ist ein Dorf im Westen der ukrainischen Oblast Saporischschja mit etwa 5900 Einwohnern (2004).
Das 1774 gegründete Dorf und liegt südöstlich der Stadt Enerhodar und dem Kernkraftwerk Saporischschja am (linken) Südufer des zum Kachowkaer Stausee angestauten Dnepr.
Im März 2022 wurde der Ort durch russische Truppen im Rahmen des Russischen Überfalls auf die Ukraine eingenommen und befindet sich seither nicht mehr unter ukrainischer Kontrolle.

## Verwaltungsgliederung
Am 3. August 2018 wurde das Dorf zum Zentrum der neugegründeten Landgemeinde Blahowischtschenka (Благовіщенська сільська громада/Blahowischtschenska silska hromada). Zu dieser zählten auch die 2 Dörfer Iwaniwka und Schljachowe, bis dahin bildete es zusammen mit dem Dorf Schljachowe die gleichnamige Landratsgemeinde Blahowischtschenka (Благовіщенська сільська рада/Blahowischtschenska silska rada) im Osten des Rajons Kamjanka-Dniprowska.
Am 12. Juni 2020 kam noch die Dörfer Hurtowe, Nowodniprowka, Podowe und Zwitkowe zum Gemeindegebiet.
Am 17. Juli 2020 kam es im Zuge einer großen Rajonsreform zum Anschluss des Rajonsgebietes an den Rajon Wassyliwka.
Folgende Orte sind neben dem Hauptort Blahowischtschenka Teil der Gemeinde:
| Name                     | Name          | Name                          |
| ukrainisch transkribiert | ukrainisch    | russisch                      |
| ------------------------ | ------------- | ----------------------------- |
| Hurtowe                  | Гуртове       | Гуртовое (Gurtowoje)          |
| Iwaniwka                 | Іванівка      | Ивановка (Iwanowka)           |
| Nowodniprowka            | Новодніпровка | Новоднепровка (Nowodneprowka) |
| Podowe                   | Подове        | Подовое (Podowoje)            |
| Schljachowe              | Шляхове       | Шляховое (Schljachowoje)      |
| Zwitkowe                 | Цвіткове      | Цветковое (Zwetkowoje)        |